# Haplophthalmus provincialis
Haplophthalmus provincialis är en kräftdjursart som beskrevs av Legrand 1950. Haplophthalmus provincialis ingår i släktet Haplophthalmus och familjen Trichoniscidae.

## Underarter
Arten delas in i följande underarter:
- H. p. korsakovi
- H. p. provincialis
- H. p. transfixus